# Gobius rubropunctatus
Gobius rubropunctatus és una espècie de peix de la família dels gòbids i de l'ordre dels perciformes.

## Morfologia
Els adults poden assolir els 8 cm de longitud total.

## Distribució geogràfica
Es troba des de Mauritània fins a Ghana.